# Anglikán templom (Nápoly)
A nápolyi anglikán templomot 1865-ben építették a városban lakó, illetve vendégeskedő angol kereskedők és diplomaták számára. A telket, melyre a templom épült, Giuseppe Garibaldi ajándékozta az angoloknak. Neogótikus stílusban épült, három főhajóval.